# سيباستيان لانكامب
سيباستيان لانكامب (بالألمانية: Sebastian Langkamp) (مواليد 15 يناير 1988) هو لاعب كرة قدم ألماني ، يلعب حاليًا لنادي هرتا برلين الألماني في مركز قلب الدفاع. وهو شقيق اللاعب السابق ماتياس لانكامب.

## روابط خارجية
- سيباستيان لانكامب على موقع قاعدة بيانات كرة القدم.إي يو (الإنجليزية)
- سيباستيان لانكامب على موقع بيانات كرة القدم. دي إي (الألمانية)
- سيباستيان لانكامب على موقع Soccerbase.com (لاعب) (الإنجليزية)
- سيباستيان لانكامب على موقع Soccerway.com (الإنجليزية)
- سيباستيان لانكامب على موقع عالم كرة القدم.نت (الإنجليزية)
- سيباستيان لانكامب على موقع AS.com (الإسبانية)